# Staatsrat (Großherzogtum Frankfurt)
Der Staatsrat im Großherzogtum Frankfurt war ein beratendes Gremium zur Vorbereitung von Gesetzen und ein Gericht.
Das 1810 erlassene Höchste Organisations-Patent der Verfassung des Großherzogtums Frankfurt bildete die Verfassung des Großherzogtums. In dieser Verfassung wurde in den §§ 17–25 der Staatsrat beschrieben. Er bestand aus 9 Personen. Vorsitzender war der Großherzog, daneben bestand der Staatsrat aus den drei Ministern und sechs ernannten Räte sowie ein Generalsekretär.
Damit bestand der Staatsrat aus
| Name                                                                 | Funktion                                   |
| -------------------------------------------------------------------- | ------------------------------------------ |
| Karl Theodor von Dalberg                                             | Großherzog                                 |
| Josef Karl Theodor von Eberstein                                     | Minister für Auswärtiges, Kultus und Krieg |
| Franz Joseph von Albini                                              | Minister für Inneres, Justiz und Polizei   |
| Leopold von Beust, ab 1811: Karl Christian Ernst von Bentzel-Sternau | Minister für Finanzen, Domänen und Handel  |
| Franz Damian Freiherr von Linden                                     | ernannter Staatsrat                        |
| Carl Friedrich Seeger                                                | ernannter Staatsrat                        |
| Philipp Adolf Joseph Molitor                                         | ernannter Staatsrat                        |
| Wilhelm Isaak Borries                                                | ernannter Staatsrat                        |
| Adam Joseph von Mulzer                                               | Generalsekretär                            |
| Georg Steitz                                                         | ernannter Staatsrat                        |

Die Aufgaben des Staatsrates lagen in der Mitwirkung beim Gesetzgebungsverfahren. Die Gesetze wurden im Staatsrat vorbereitet und diskutiert. Die Gesetzesentwürfe sollten dann von zwei Mitgliedern des Staatsrates den Ausschüssen der Ständeversammlung des Großherzogtums Frankfurt vorgelegt werden und dort beraten werden. Sowohl Staatsrat als auch Ständeversammlung hatten nur beratende Funktion. Die Entscheidung über die Gesetze lag beim Großherzog. Da die Ständeversammlung lediglich 1810 zu einer einzigen Session zusammengerufen wurden, blieb das von der Verfassung skizzierte Gesetzgebungsverfahren theoretischer Natur. Bei Verwaltungsverordnungen hatte der Staatsrat ebenfalls die die Aufgabe, dies zu diskutieren und vorzubereiten. Hier war eine Beratung der Stände nicht vorgesehen.
Daneben hatte der Staatsrat auch eine Gerichtsfunktion. Er war Kompetenzgerichtshof also für Streitigkeiten zwischen den verwaltenden und gerichtlichen Stellen zuständig. Im Bereich des Strafrechts entschied der Staatsrat über die Frage, ob angeklagte Verwaltungsbeamte vor Gericht gestellt werden sollten. Zuletzt wirkte er als Großherzogliches Kassationsgericht Frankfurt. Analog dem französischen Kassationshof war er damit als oberste Instanz befähigt, Urteile aufzuheben.
Staatsrat war im Großherzogtum Frankfurt auch ein Titel für verdiente Persönlichkeiten. Diese Titulatur-Staatsräte waren nicht Mitglied im gleichnamigen Gremium. Es handelte sich um:
| Name                                    | Funktion                             |
| --------------------------------------- | ------------------------------------ |
| Karl Albrecht Wilhelm von Auer          |                                      |
| Franz Heinrich Heffner                  | Generalliquidator,                   |
| Johann Georg Engelhard                  | Präsident der Stände                 |
| Alexander Freiherr von Brints-Berberich | Oberpostamtsdirektor                 |
| Theodor Pauli                           | Kurator des Schul- und Studienwesens |